# Ерліх Володимир Ісакович
Володимир Ісакович Е́рліх (23 вересня 1924, Новопавлівка — 2001, Ізраїль) — український художник; член Спілки радянських художників України з 1964 року.

## Біографія
Народився 23 вересня 1924 року в селі Новопавлівці (нині Первомайський район Миколаївської області, Україна) в сім'ї робітника. 1932 року із батьками переїхав до Запоріжжя. Під час німецько-радянської війни перебував у евакуації в Омську, де працював на заводі слюсарем. Після війни вступив до Дніпропетровського художнього училища, яке закінчив 1950 року. Навчався у Миколи Погрібняка, Михайла Паніна.
Протягом 1951—1984 років працював на Дніпропетровському художньо-виробничому комбінаті Художнього фонду УРСР. Мешкав у Дніпропетровську в будинку на вулиці Дніпробудівській, № 10 б, квартира № 28 та у будинку на вулиці Братів Трофимових, № 40, квартира № 51. Помер в Ізраїлі у 2001 році.

## Творчість
Працював в галузі станкового живопису та станкової графіки, представник соціалістичного реалізму. Створював портрети, натюрморти, пейзажі, жанрові та історичні картини, акварелі, малюнки тушшю, олівцем, сангіною. Серед робіт:
- «Скульптор Олексій Жирадков» (1959);
- «Мій учитель» (1961);
- «Тарас Шевченко» (1961; 1988);
- «Будівництво» (1962);
- «Ранок на Дніпрі» (1963);
- «Мрії про космос» (1964);
- «Автопортрет» (1965);
- «Вірші» (1965);
- «Будівниця» (1970);
- «Дівчина з дев'ятої домни» (1975);
- «Штукатур» (1977);
- «На Самарі» (1979);
- «Мотальниця» (1979);
- «Рибалка» (1980-ті);
- «М. Колосов» (1984);
- «О. Волохов» (1984);
- «У роки війни» (1985);
- «І. Пеня» (1985);
- «Дніпрянка» (1985);
- «Осінній натюрморт» (1986).

Автор циклу пейзажів «Україна» (1970—1990); серії «Крим» (1972—1982). Брав участь у створенні діорами «Битва за Дніпро» в Дніпрі.
Учасник обласних виставок з 1948 року, республіканських — з 1961 року, всесоюзних — з 1963 року. Персональні виставки відбулися у Дніпропетровську у 1962, 1984 роках.
Деякі полотна зберігаються у Дніпровському художньому музеї.